# صرخات
صرخات هي إحدى أعمال الكاتب والروائي الفلسطيني محمد نصار، تقع في 117 صفحة. صدرت طبعتها الأولى عام 1994، وتبعتها الطبعة الثانية عام 1996 عن دار البشير للطباعة والنشر. هذا وتتناول الرواية فترة زمنية تمتد بين عامي 1967 – 1978، مسلطة الضوء على الواقع الفلسطيني في ظل الاحتلال.

## محتوى الرواية
تحكي القصة عن شاب فلسطيني وقع في حب ابنة جيرانه، والتي جمعت بينهما المصير والمعاناة نفسها. فكلاهما وحيد أمه، وكلاهما فقد الأب في ظروف غامضة خلال حرب 1967. كما كانا يعانيان من الفقر وقسوة الاحتلال، ما دفع الشاب للانضمام إلى صفوف المقاومة. بعد فترة، يُلقى القبض عليه أثناء اشتباك مسلح قتل فيه رفيقاه، ويُحكم عليه بالمؤبد. خلال وجوده في السجن، تتفاقم معاناته خاصة بعد وفاة والدته التي لم تتحمل الحكم الصادر بحقه. يجد نفسه أمام قرار صعب: هل يترك زوجته الصغيرة أسيرة انتظار لا أمل فيه، أم يطلق سراحها لتبدأ حياة جديدة؟ بعد صراع طويل، يختار الخيار الثاني، رغم مرارة التضحية. لكن المفارقة تحدث بعد بضع سنوات فقط، إذ يُفرج عنه ضمن صفقة تبادل الأسرى عام 1985. بعد خروجه، يلتقي بطبيبة كانت تعالجه من مشكلات صحية في الكلى نتيجة السجن، ومع مرور الوقت، تتطور العلاقة بينهما وتنتهي بالزواج. وفي أحد الأيام، أثناء وجودهما أمام إحدى العيادات الطبية، يشهدان مظاهرة صغيرة في أسابيع الانتفاضة الأولى. هناك، يُفاجأ بوجود طليقته بين المتظاهرين. لم يتمكن من كبت مشاعره، فيندفع نحوها ويحتضنها أمام أنظار زوجته والجماهير المذهولة. يأخذها إلى منزله بعد أن رأى حالتها المتدهورة، لكن المعاناة تبدأ من جديد. فالطبيبة لم تستطع تقبل وجود امرأة أخرى في البيت رغم تعاطفها معها، بينما لم تدرك طليقته أنها لم تعد زوجته بسبب حالتها النفسية المضطربة، التي كانت أقرب إلى الجنون. وتنتهي الرواية بسلسلة من الأحداث الدرامية، حيث يُعتقل البطل مرة أخرى خلال إحدى المداهمات العسكرية الإسرائيلية التي رافقت الانتفاضة.

## تحويل الرواية إلى فيلم
في عام 1999، تم تحويل الرواية إلى فيلم سينمائي بعنوان "نزيف القلب"، من بطولة عبير مخول، حسين قاسم، ونخبة من الفنانين الفلسطينيين، وإخراج ماجد جندية. يعد هذا الفيلم أول عمل سينمائي فلسطيني خالص من حيث القصة، التمثيل، الإخراج والإنتاج. لاقى الفيلم رواجًا واسعًا أثناء عرضه في مدن قطاع غزة، كما شارك في عدة مهرجانات دولية، محققًا نجاحًا لافتًا.